# 防衛参事官
防衛参事官（ぼうえいさんじかん）は、防衛省に置かれていた職員の官名のひとつ。命を受けて、防衛省の所掌事務に関する基本的方針の策定について防衛大臣を補佐することとなっていた（改正前の防衛省設置法第7条第2項）。
2009年（平成21年）6月3日に公布された「防衛省設置法等の一部を改正する法律」（平成21年法律第44号）において、防衛参事官を廃止することが盛り込まれ、2009年（平成21年）8月1日に施行された。

## 特徴
日本の省庁では参事官と称される役職は通常、大臣官房や局に置かれ、担当部局の業務のみを行う課長級・課長補佐級の役職である。防衛省においても、大臣官房に「参事官」（官房参事官）が5人置かれ、防衛書記官をもって充てている（防衛省組織令第10条の4）。自衛官は就任できない。
一方、防衛参事官はそれと異なり、防衛省本省の大臣直属に置かれ、防衛省の所掌事務に関する基本的方針の策定について防衛大臣を補佐することを任務とした（改正前の防衛省設置法第7条第2項）。
防衛省の官房長および局長には、改正前の防衛省設置法第9条第2項の規定により、防衛参事官が充てられていた。大臣官房長または局長に充てられない防衛参事官は計3名おり、国際担当や技術担当などの特命事項を命ぜられた。これら局長職に充てられず特命事項に従事する防衛参事官も局長級として遇せられていた。
戦後日本においては、行政事務の分担管理原則の下で、行政官庁としての各省大臣に担当行政事務に関する大きな決定権が与えられていた。しかし実態としては、特に55年体制において、派閥均衡に基づく短期ローテーション人事が慣習化するという、「軽くて薄い大臣」運用がなされてきた。このため、文民統制を実質化させる為にも「軽くて薄い大臣」の周囲を「固める」必要があったわけであるが、その「固め役」として政治的に任用された者ではなく、内部部局の高級事務官を就任させた、というのが防衛参事官制度の成立経緯である。
防衛参事官は、防衛省本省の内部組織に属する防衛省職員に限られ、そのため、防衛研究所、技術研究本部や装備施設本部といった防衛省の施設等機関、特別の機関等に異動した際には、同格、あるいは昇任したときであっても、防衛事務官あるいは防衛技官への転官という扱いがなされてきた。

## 沿革
- 1954年（昭和29年）7月1日 - 防衛庁発足とともに防衛庁参事官を設置。当初の定員は8人。当時は長官官房のほか5局が設置されていたので、官房長または局長に充てられない参事官は2人。
- 1958年（昭和33年）5月23日 - 参事官の定員を9人に増員。1局が増置されたので、官房長または局長に充てられない参事官の人数は2人のまま増減なし。
- 1962年（昭和37年）11月1日 - 建設本部の廃止、防衛施設庁の設置と同時に参事官の定員を10人に増員。このため、官房長または局長に充てられない参事官は2人から3人に変更。
- 1968年（昭和43年）6月15日 - 各省庁の一律1局削減に伴い、防衛庁でも局の統廃合が行われたため、官房長または局長に充てられない参事官は3人から4人に変更。
- 2001年（平成13年）1月6日 - 中央省庁再編に伴う改正により、防衛庁参事官は防衛庁防衛参事官に改称。また、局の統廃合により1局が減ったため、官房長または局長に充てられない防衛参事官は4人から5人に変更。
- 2006年（平成18年）7月31日 - 局の再編に併せて、防衛参事官（衛生担当）と防衛参事官（技術担当）が廃止され、防衛参事官の定員は8人に減員。これにより、官房長または局長に充てられない防衛参事官は5人から3人に変更。廃止された防衛参事官が所掌していた業務を承継する役職として、衛生監および技術監を長官官房に設置。
- 2007年（平成19年）1月9日 - 防衛庁の防衛省移行により、防衛庁防衛参事官は単に防衛参事官に改称。
- 2007年（平成19年）9月1日 - 防衛参事官の定員を9人に増員。防衛施設庁を廃止し、同庁が所掌していた業務を本省へ統合したことに伴い、本省に1局増設されたので、官房長または局長に充てられない防衛参事官の人数は3人のまま増減なし。
- 2009年（平成21年）8月1日 - 防衛参事官を廃止。

## 防衛参事官制度への批判
防衛参事官制度への批判として、まず「内部部局の局長が補佐するので、実質的に官僚による文『官』統制につながり、文民統制の意味に反する」。また、「体制として、局長会議と変わらず、多角的な面から大臣を補佐できないのではないか」がある。
さらに官僚兼務による弊害として、縦割り主義がある。防衛大臣の石破茂は、防衛庁長官時代のことについて著書「国防」の中で防衛参事官制度について「長官も出勤しなけらばならないほどの事件が起きたにもかかわらず、自分が関係しないからと出勤しない防衛参事官がいた。長官を補佐する役職ならば、国家の緊急時には分掌と関係なく、出勤するべきだ。」と官僚にありがちな縦割り主義を批判している。
なお、石破は当時の海上幕僚長だった古庄幸一らの進言を受け、防衛参事官に各幕僚長を加えるなどの改革案を作成するよう指示したが、内局の反対の中、抜本的な改革には至らなかった。

## 防衛参事官制度の廃止
防衛省・自衛隊の不祥事を受けて、2007年12月に総理大臣官邸に設置された「防衛省改革会議」は2008年7月15日に報告書をまとめ、その中で、防衛大臣を中心とする政策決定機構の充実として、防衛参事官制度を廃止し、防衛大臣補佐官（現：防衛大臣政策参与）を設置すること、自衛官の統合幕僚長、陸上幕僚長、海上幕僚長、航空幕僚長、情報本部長も出席する防衛会議を法律で明確に位置づけることが盛り込まれた。
この報告書の内容を条文化する作業がまとまり、「防衛省設置法等の一部を改正する法律案」が2009年2月17日に閣議決定、同日国会に提出され、この中で防衛参事官を廃止することが盛り込まれた。この法案は同年5月27日に成立し、6月3日に「防衛省設置法等の一部を改正する法律」（平成21年法律第44号）として公布され、2009年（平成21年）8月1日に施行された。
防衛参事官の廃止後、官房長・局長には防衛書記官が充てられた。また、官房長・局長に充てられない防衛参事官3人の枠を活用して、新たに防衛大臣補佐官（3人以内、現防衛大臣政策参与）が新設された。なお、官房長・局長に充てられていない防衛参事官の職を引き継ぐポストとしては、防衛政策局の次長を1名増員して防衛参事官（国際担当）の任務を引き継いだほか、大臣官房に技術監、衛生監が置かれた。

## 関連文献
- 西川吉光 『防衛参事官制度の見直しと文民制御システム』、東洋大学国際地域学部国際地域学科紀要（八巻2005年）